# Pedro (film 2008)
Pedro è un film biografico statunitense del 2008 diretto da Nick Oceano.
La pellicola è incentrata sulla vita di Pedro Zamora, un giovane cubano-statunitense apertamente gay che negli anni novanta, partecipando al programma The Real World: San Francisco andato in onda su MTV, ha alimentato in maniera positiva il dibattito pubblico sul problema dell'HIV.
Il lungometraggio, prodotto da Richard Glatzer e Wash Westmoreland e scritto da Dustin Lance Black, è stato presentato al Toronto International Film Festival e successivamente nella sezione Panorama Special al Festival di Berlino del 2009.